# Yach

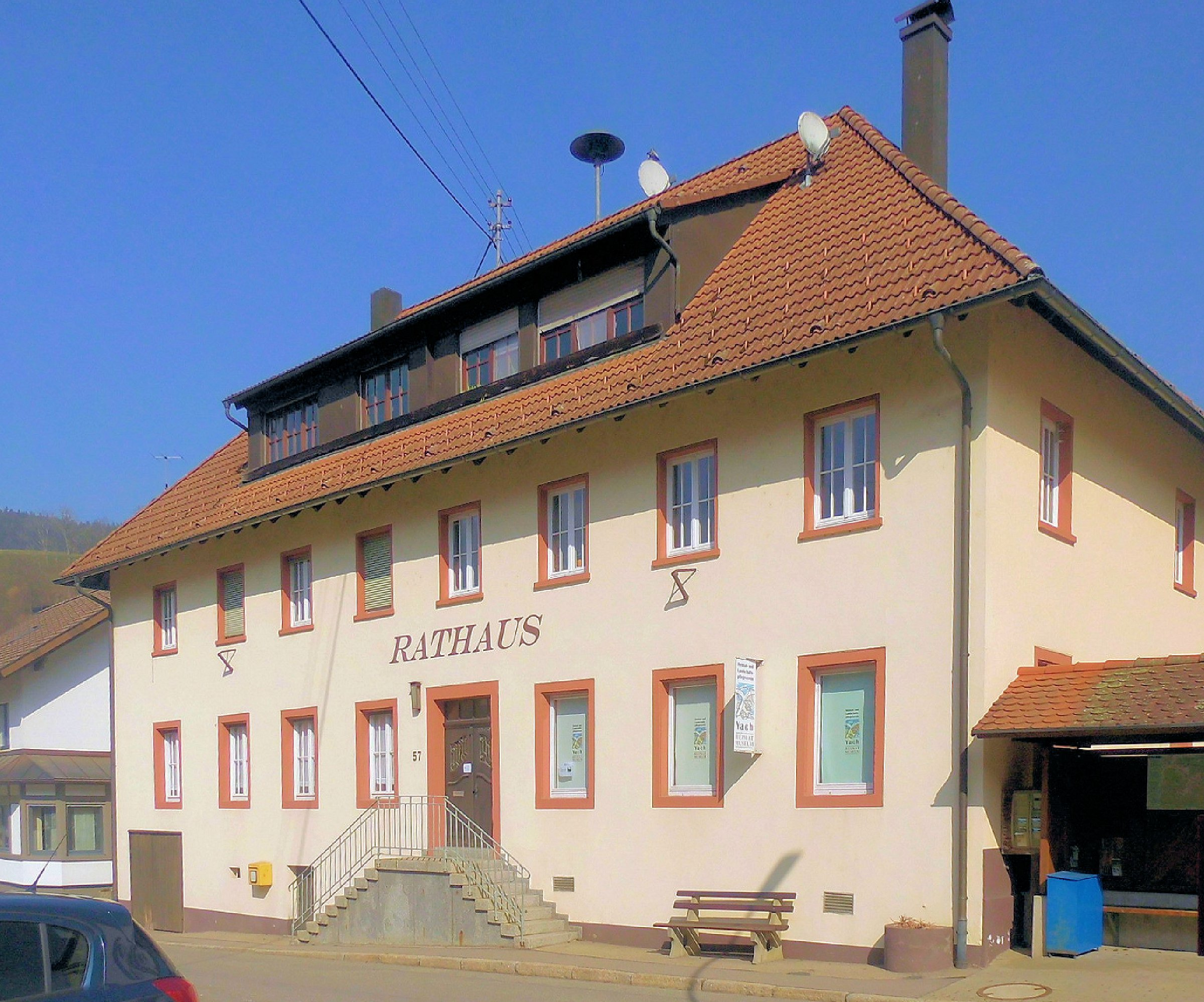
Ehemaliges Rathaus Yach

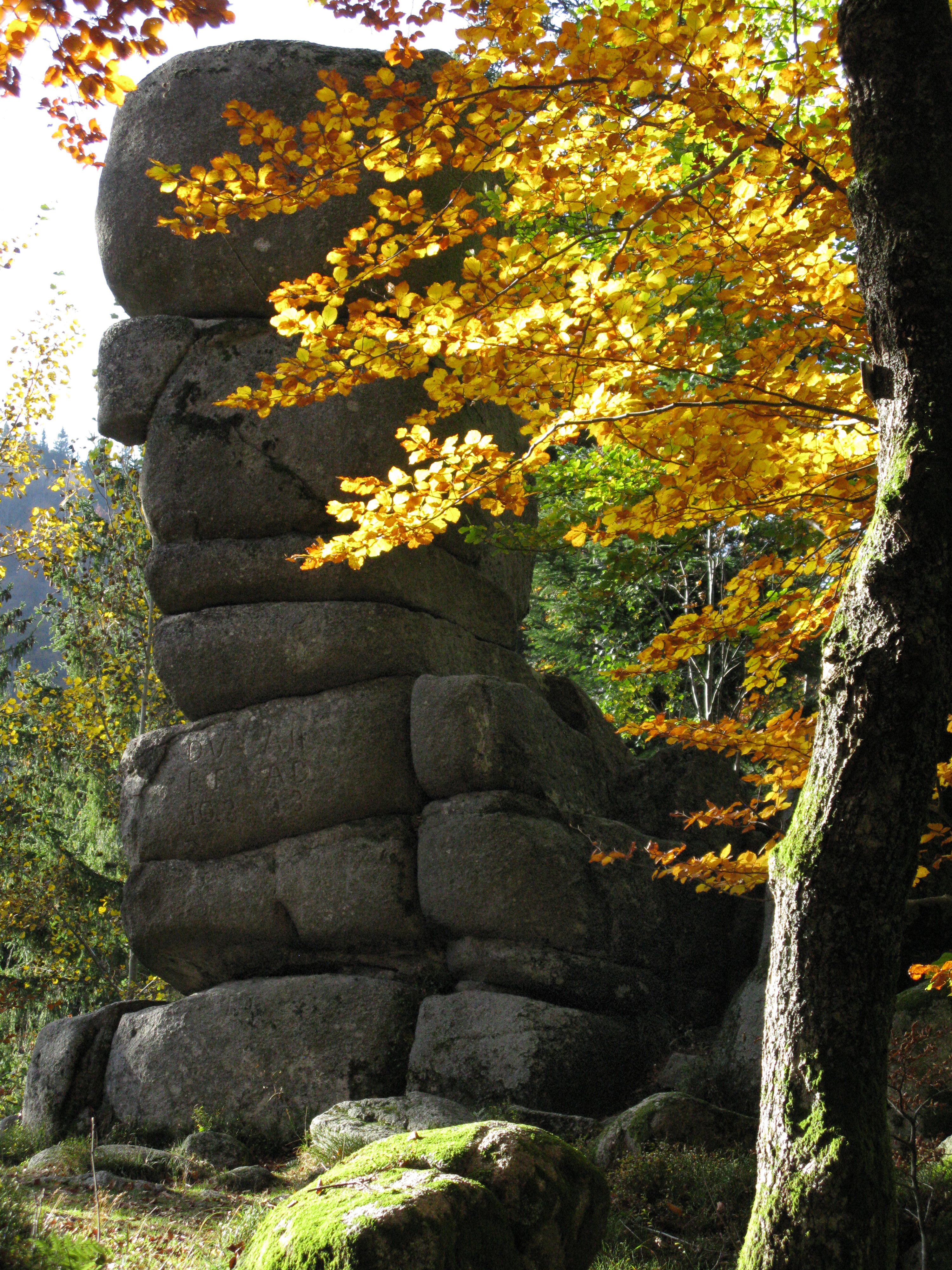
Siebenfelsen

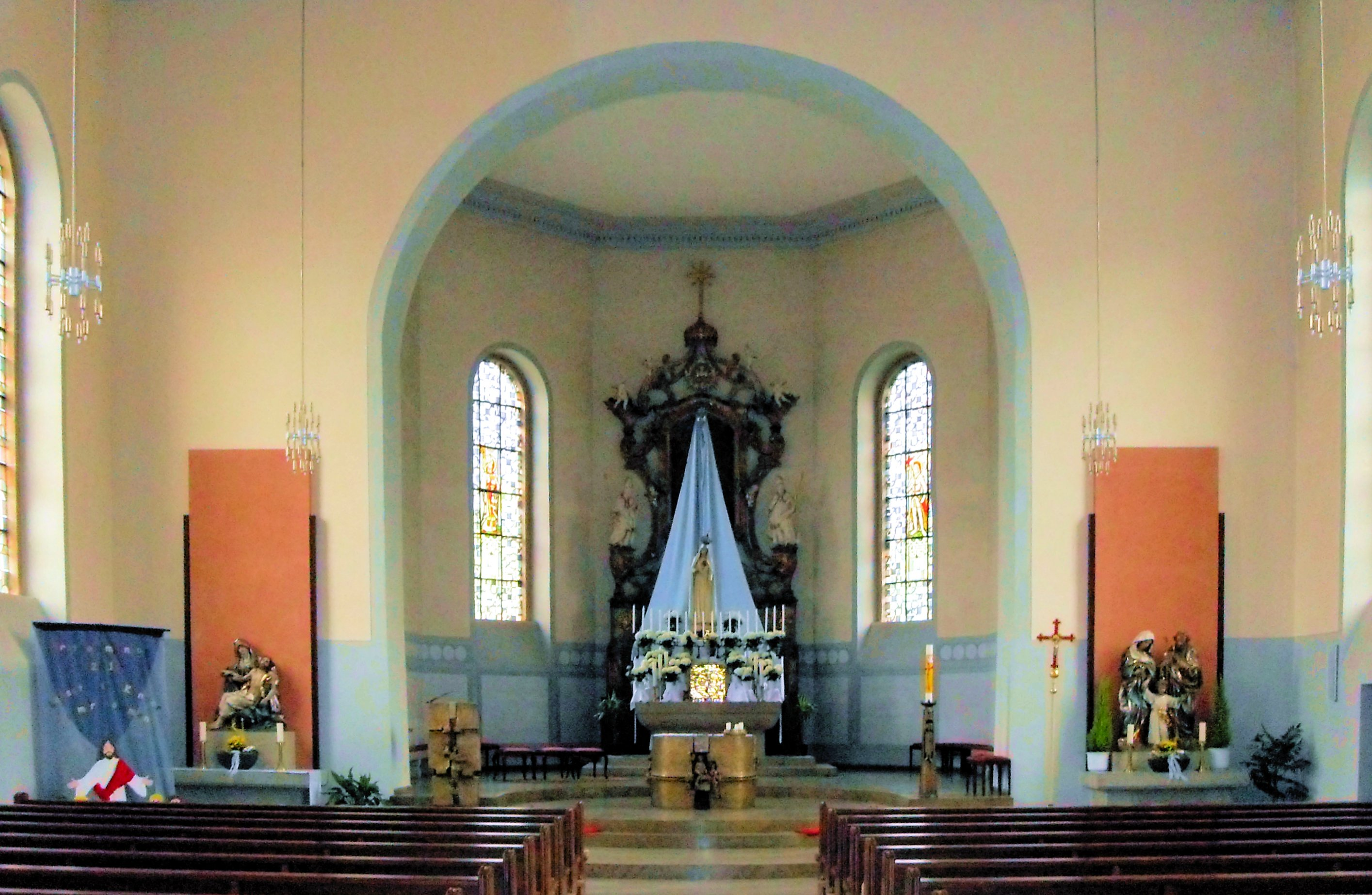
Innenansicht St. Wendelin. Der Hochaltar und zwei Seitenaltäre wurden 1908/1909 von den Gebrüdern Moroder gestaltet

Yach (['ɨːax]) ist ein Ortsteil der Stadt Elzach im Landkreis Emmendingen in Baden-Württemberg. Einwohner des Elztals sprechen den Ortsnamen entweder Ijach oder Ëich aus. Die ehemals selbstständige Gemeinde Yach hat etwa 950 Einwohner.
Yach ist der einzige Ort in Deutschland, dessen Ortsname mit einem Ypsilon anfängt.

## Geographie
Das Dorf liegt am Fuße des Rohrhardsberges in einem Seitental.
Im ganzen Ort verteilt gibt es viele Bauernhöfe, wie z. B. den Bernhardenhof, den Vogtjosefhof und den Schneiderhof. Yach hat einen Dorfkern mit der katholischen Pfarrkirche St. Wendelin und der Siebenfelsengrundschule. Die Weiler Hinterzinken und Vorderzinken sind auch ein Bestandteil des Dorfes, wobei sich auf der Gemarkung des ersteren der Burgstall Schlossbühl und auf der Gemarkung des letzteren der Burgstall Schlössle befindet. Wahrzeichen von Yach sind die Siebenfelsen.

## Geschichte
Ab dem Jahr 1148 tritt ein Adelsgeschlecht „von der Eiche“ in Yach auf. Später war der Ort Mittelpunkt eines Meiertums des Klosters Waldkirch und kam 1567 mit der Herrschaft Schwarzenberg an Vorderösterreich.
Am 1. Juli 1974 wurde Yach nach Elzach eingemeindet.

## Wappen
Blasonierung: „In von Gold und Grün geteiltem Schild oben und unten je eine liegende rot bewehrte schwarze Bärenpranke.“
Das Wappen ist eine Abwandlung des Herrschaftswappens der Freiherren von Bollschweil, wie sich die Schnewlin-Bernlapp ab dem 17. Jahrhundert nannten, welche die letzten Ortsherren von Oberyach waren.

## Ortsvorsteher
Ortsvorsteher ist Hubert Disch (CDU). Er wurde im Juli 2019 auf Vorschlag des Ortschaftsrates vom Elzacher Gemeinderat gewählt.

## Verkehr
Ab 2026 soll Elzach am Fahrradverleihsystem Frelo teilnehmen. Hierzu sollen Stationen mit herkömmlichen Fahrrädern sowie Pedelecs in Yach, in Elzach am Bahnhof und in Prechtal entstehen, wodurch eine bessere Vernetzung von Yach mit der Elztalbahn sowie der Ortsteile untereinander geschaffen werden soll.

## Vereine und Gruppierungen
- Heimat- und Landschaftspflegeverein Yach e. V.
- Musikverein Yach e. V.
- Sportfreunde Elzach-Yach e. V.
- Katholische Landjugend Bewegung (KLJB) Yach e. V.
- Sportverein (SV) Yach e. V.
- Oberelztäler Wanderfreunde Elzach-Yach e. V.
- Ministranten St. Wendelin Yach
- Kirchenchor St. Wendelin Yach

## St. Wendelin

Kirche St. Wendelin in Yach
Nordostseite
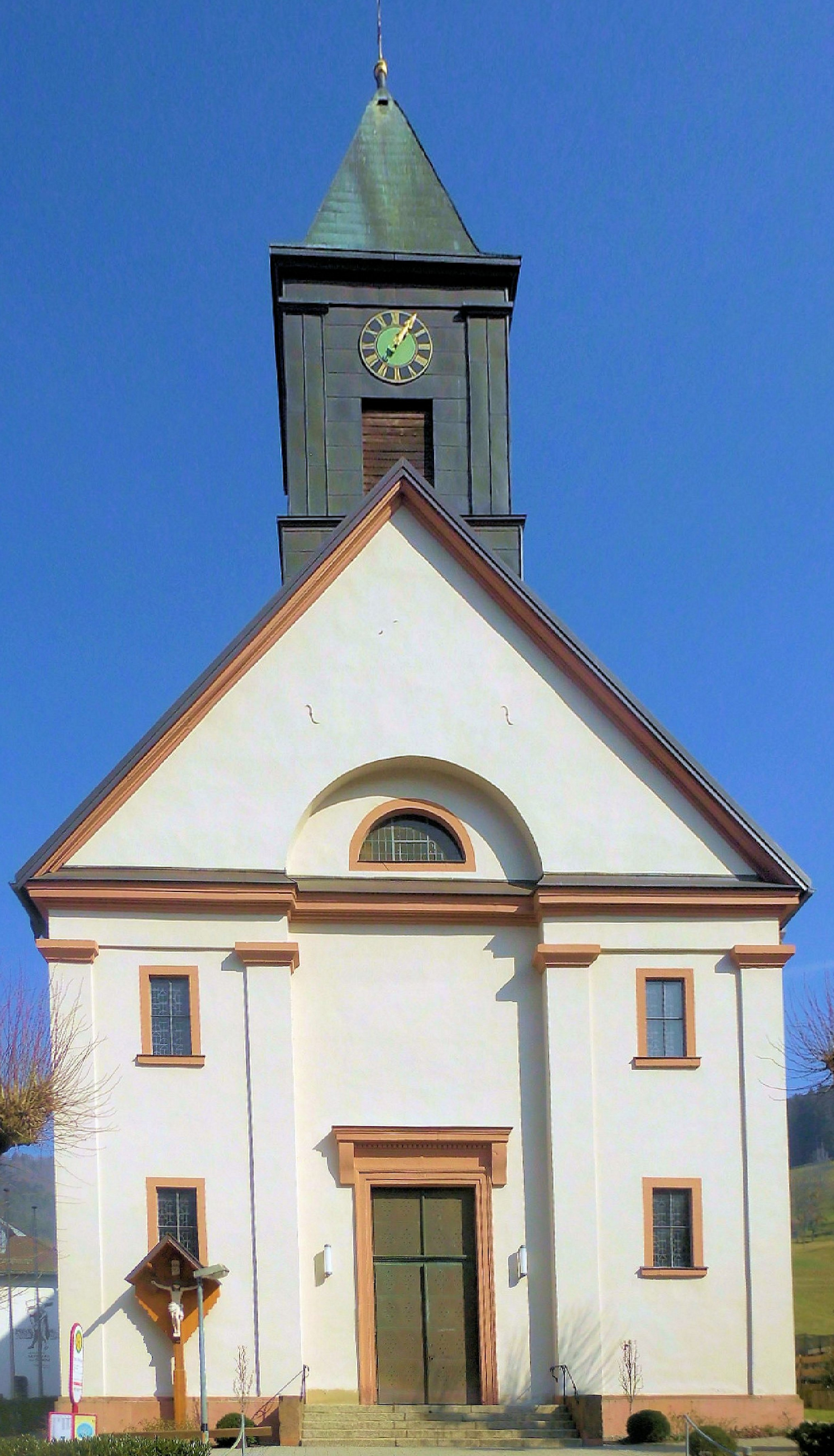
Südwestseite
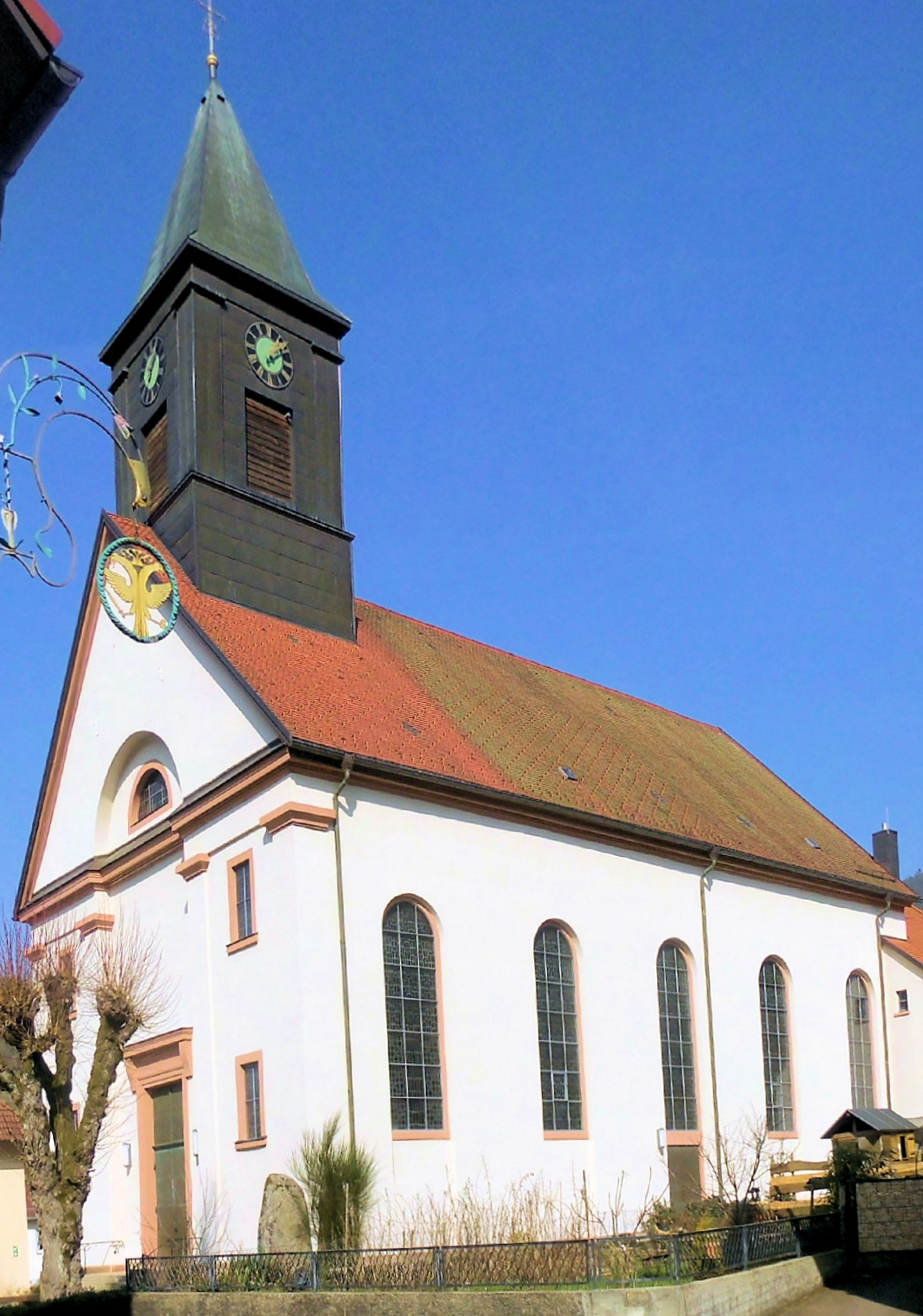
Südseite
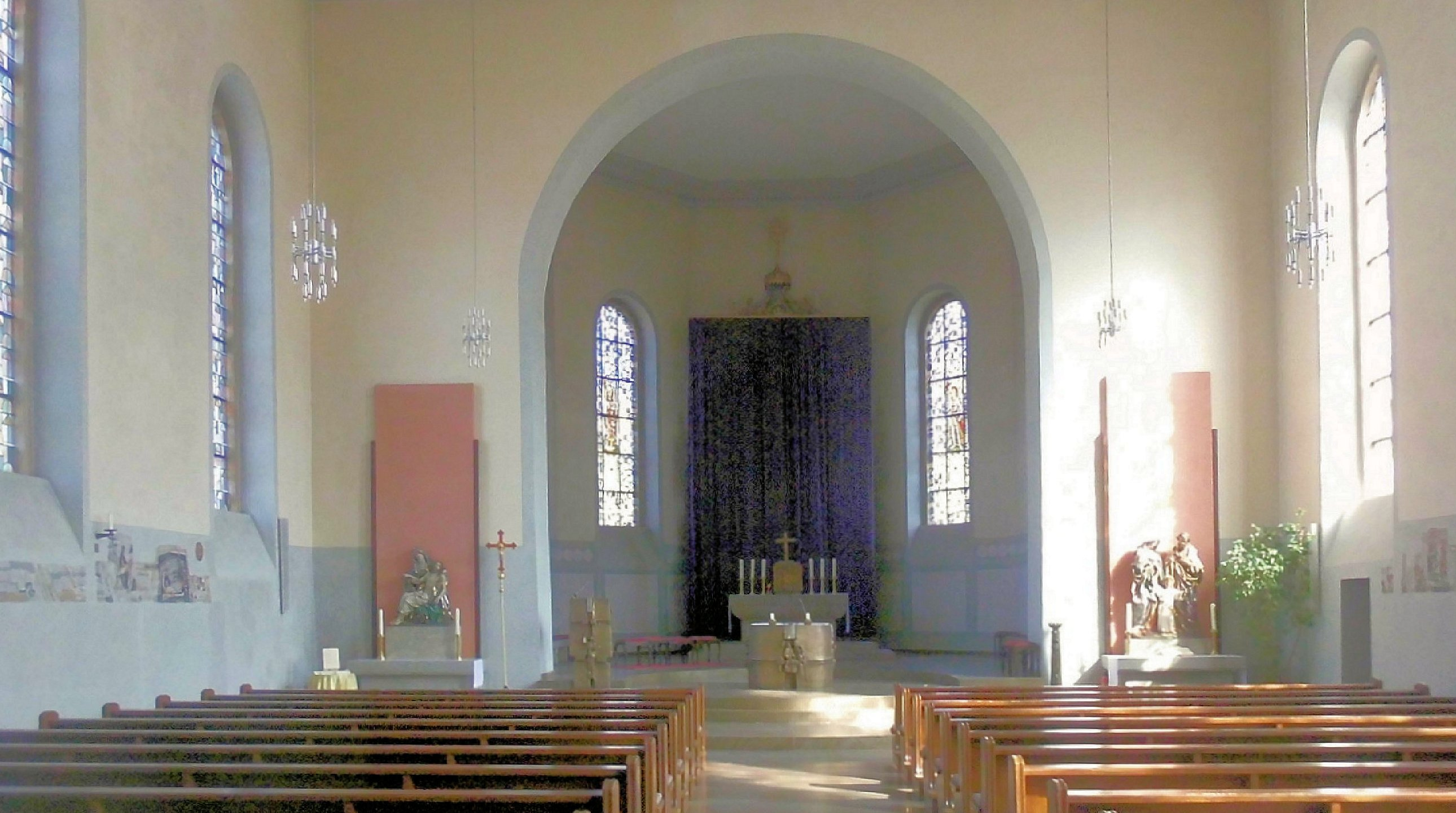
Innenansicht
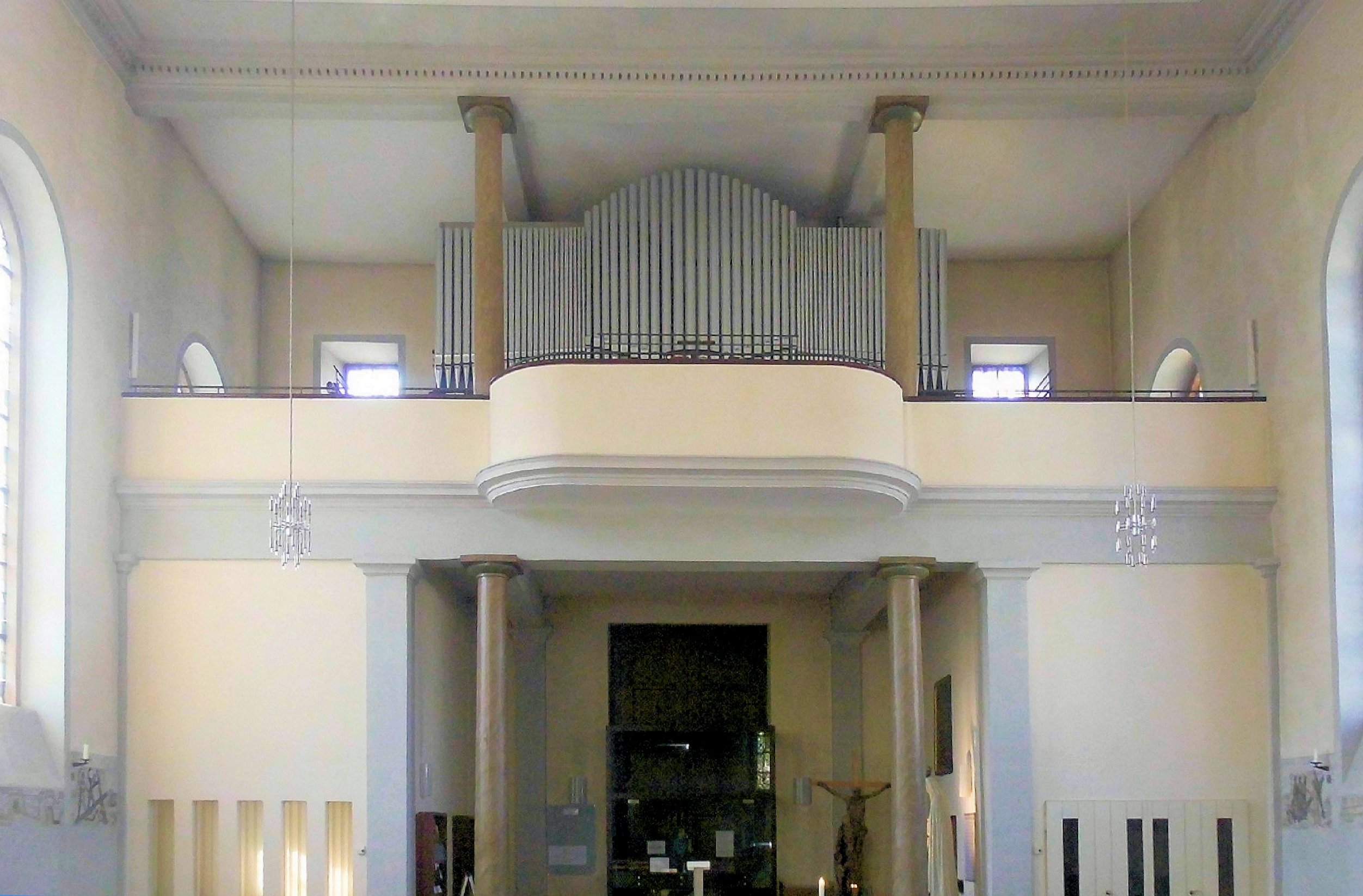
Orgel